# Arkadiusz Gmur
Arkadiusz Gmur (ur. 15 października 1966 w Warszawie) – polski piłkarz grający na pozycji obrońcy, reprezentant kraju.
W barwach Legii zdobył mistrzostwo Polski w 1994 oraz Puchar Polski w 1989, 1990 i 1994.

## Reprezentacja Polski
W reprezentacji narodowej rozegrał jeden mecz 5 lipca 1992 z reprezentacją Gwatemali (2:2).
| lp. | Data         | Miejsce   | Przeciwnik | Rezultat | Rozgrywki  | Grał | Uwagi |
| --- | ------------ | --------- | ---------- | -------- | ---------- | ---- | ----- |
| 1.  | 5 lipca 1992 | Gwatemala | Gwatemala  | 2-2      | towarzyski | 90'  |       |